# Profanation
Profanation ist eine deutsche Death-Metal-Band aus Görlitz.

## Geschichte
Gegründet wurde Profanation 1997. Ab der Ursprungsbesetzung waren bei der Band Pseudonyme üblich. Die Ursprungsbesetzung bestand aus Anja (Schlagzeug) und „Meatgrinder“ (Gitarre/Gesang). 1998 kam Bassist „Skullcrusher“ zur Band hinzu. Das erste Konzert fand am 12. September 1998 statt. Im Februar 2000 stieg Anja aus und „Skullcrusher“ wechselte ans Schlagzeug. Als Bassist kam schließlich Anton „Baken Bones“ Röthig hinzu. Im August 2000 wurde mit „Dr. Rot“ ein zweiter Sänger in die Band aufgenommen.
2001 wurde das Debütalbum "Dead Man Rotting" als Eigenproduktion veröffentlicht. Anschließend gab es verschiedene interne Probleme, sodass für das zweite Album vier Jahre und drei Studiotermine benötigt wurden. Letztlich erschien das Album "Dead Body Fuck" im April 2005 über Morbid Records. Mit Christoph kam ein zweiter Gitarrist hinzu, mit dem das Album Lustful Screams of Torture eingespielt wurde. 2006 war Profanation drei Wochen auf einer erfolgreichen Australien-Tour. 2010 verließ „Doktor Rot“ aus gesundheitlichen Gründen die Band, Alex übernahm den Gesang vorerst allein. Mit Jeff Jester kam ein neuer Sänger hinzu und 2011 erschien das Album "Contorted Bodies in Pain" über Mad Lion Records.
2015 verließ Christoph die Band wieder um sich auf ein Soloprojekt zu konzentrieren. Die 2. Gitarre übernahm Max 2015, er reichte sie aber bald an Vincent weiter (2016). Nachdem das neue Line-Up sich live bereits zusammen erproben konnte, wurde am nächsten Album gearbeitet. Im April 2018 wurde das neue Material im Soundlodge Studio bei Jörg Uken aufgenommen und wird im März 2019 bei Hostile Media erscheinen.

## Stil
Profanation spielen eine Mischung aus Brutal Death Metal und Grindcore mit typischen Splattertexten.

## Diskografie
- 2001: Dead Man Rotting (Eigenproduktion)
- 2005: Dead Body Fuck (Eigenproduktion/Morbid Records)
- 2007: Lustful Screams of Torture (Morbid Records)
- 2011: Contorted Bodies in Pain (Mad Lion Records)
- 2019: Into Cascades of Blood and Burning Soil